# Tyrique George
Tyrique Aaron Delali Yusuff George (sinh ngày 4 tháng 2 năm 2006) là một cầu thủ bóng đá chuyên nghiệp người Anh hiện đang thi đấu ở vị trí tiền vệ cánh cho câu lạc bộ Chelsea tại Premier League.

## Sự nghiệp câu lạc bộ

### Chelsea
George sinh ra tại London trong một gia đình có cha mẹ là người Nigeria. Anh gia nhập học viện đào tạo trẻ của Chelsea vào năm 2014. Anh là trụ cột của U-18 Chelsea ở tuổi 16 với 28 lần ra sân trong mùa giải 2022-23. Trong mùa bóng 2023-24, anh ghi 20 bàn thắng cho U-18 và U-21 Chelsea và góp công giúp U-18 Chelsea vô địch giải U-18 Premier League. Ngày 17 tháng 6 năm 2024, anh ký hợp đồng mới với Chelsea đến năm 2027 với tùy chọn gia hạn thêm 1 năm.

#### 2024-25
Tháng 7 năm 2024 năm 2024, George có tên trong danh sách đội hình 28 cầu thù Chelsea cho chuyến du đấu mùa hè 2024. Ngày 29 tháng 8 năm 2024, anh có trận đấu chuyên nghiệp đầu tiên trong màu áo Chelsea khi vào sân thay người trong trận lượt về play-off tranh vé vào vòng bảng UEFA Conference League thua Servette 2-1. Ngày 11 tháng 1 năm 2025, George ra sân ngay từ đầu trong trận đấu vòng 3 Cúp FA 2024–25 và có hai đường chuyền thành bàn trong chiến thắng 5-0 trước Morecambe.
Ngày 10 tháng 4 năm 2025, George có bàn thắng đầu tiên cho đội một Chelsea khi mở tỷ số trong chiến thắng 3-0 tại trận tứ kết lượt đi UEFA Conference League với Legia Warsaw. 10 ngày sau đó, chỉ chưa đầy 5 phút sau khi vào sân thay cho tiền đạo Nicolas Jackson, George có được bàn thắng đầu tiên ở Premier League với cú sút ở rìa vòng cấm mở đầu cho cuộc lội ngược dòng đánh bại Fulham 2-1, giúp anh trở thành cầu thủ trẻ thứ năm ghi bàn cho Chelsea tại đấu trường này. Ngày 8 tháng 5, anh kiến tạo cho Kiernan Dewsbury-Hall ghi bàn thắng duy nhất trong trận bán kết lượt về Conference League với Djurgården để tiến vào trận chung kết với tổng tỷ số 5-1. Chelsea sau đó đánh bại Real Betis 4-1 trong trận chung kết để giành chức vô địch UEFA Conference League 2024-25. Kết thúc mùa giải 2024-25, cá nhân George được vinh danh là Cầu thủ xuất sắc nhất của Học viện Chelsea mùa giải này.

## Sự nghiệp đội tuyển quốc gia
George từng là thành viên của các đội trẻ Anh từ cấp độ U-16 đến U-19. Anh có thể chọn thi đấu cho đội tuyển Anh, Nigeria hoặc Ghana.

## Danh hiệu
Chelsea
- UEFA Conference League: 2024–25[14]
- FIFA Club World Cup: 2025[15]

Cá nhân
- Cầu thủ xuất sắc nhất của Học viện Chelsea: 2024-25